# Gazdasági vasutak

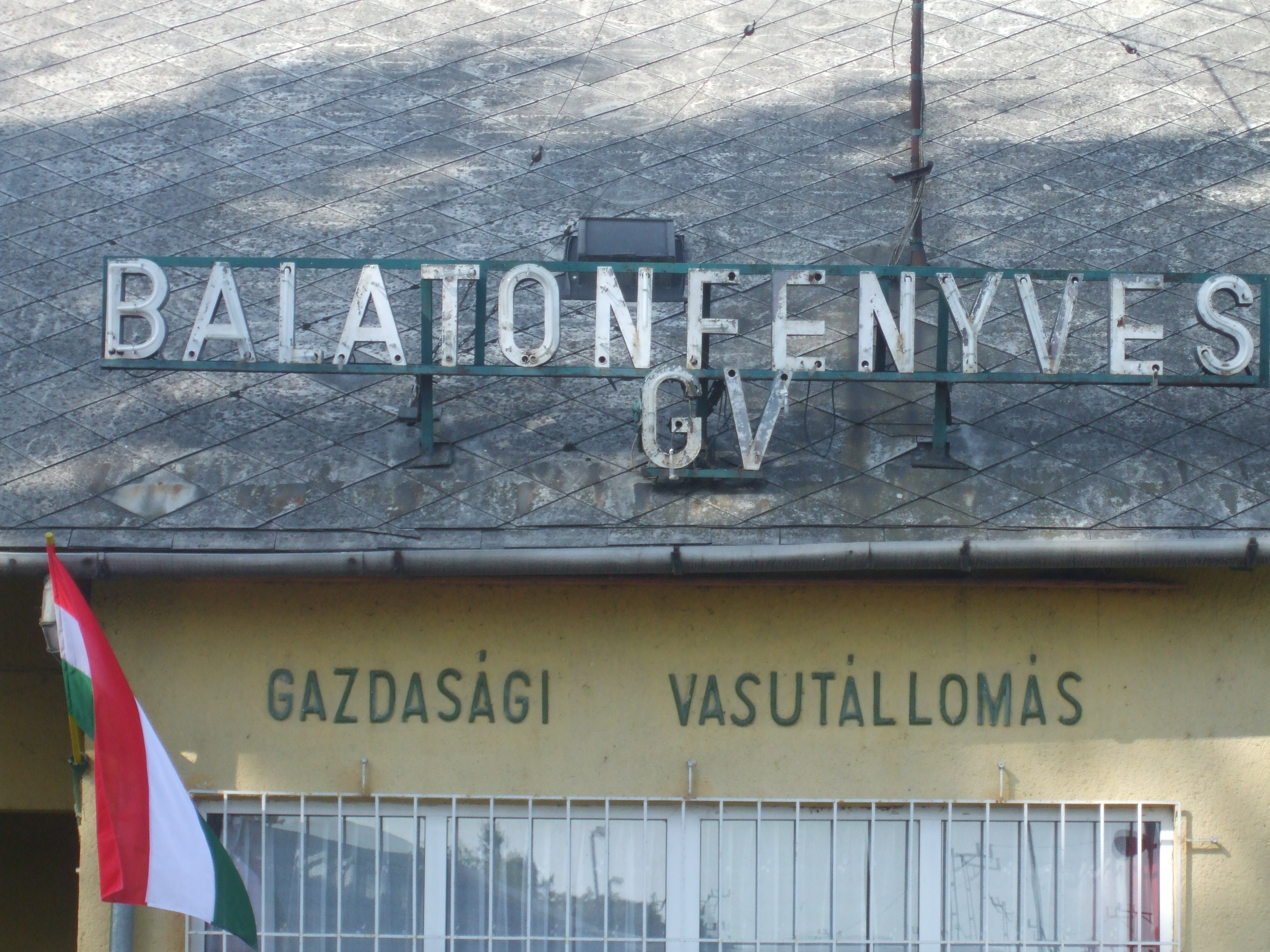

A gazdasági vasutak olyan, többnyire keskeny nyomközű vasutak, amelyek egy kisebb területet vagy gazdasági egységet kapcsolnak be az ország vérkeringésébe.

## A gazdasági vasutak története

### A kezdetek

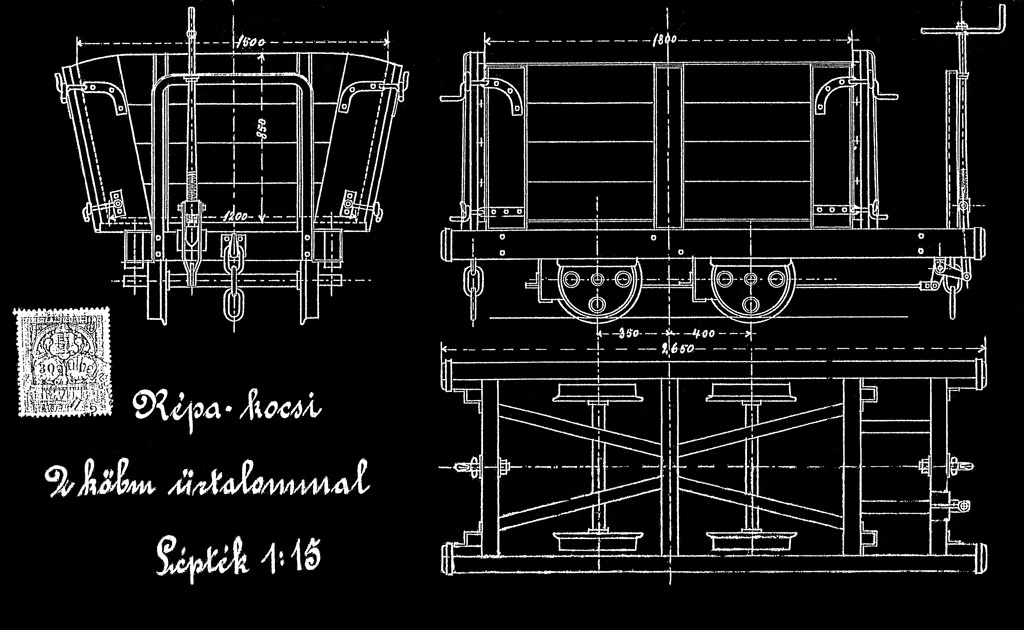
Fékes lóré egy korabeli rajzon (Kondoros)

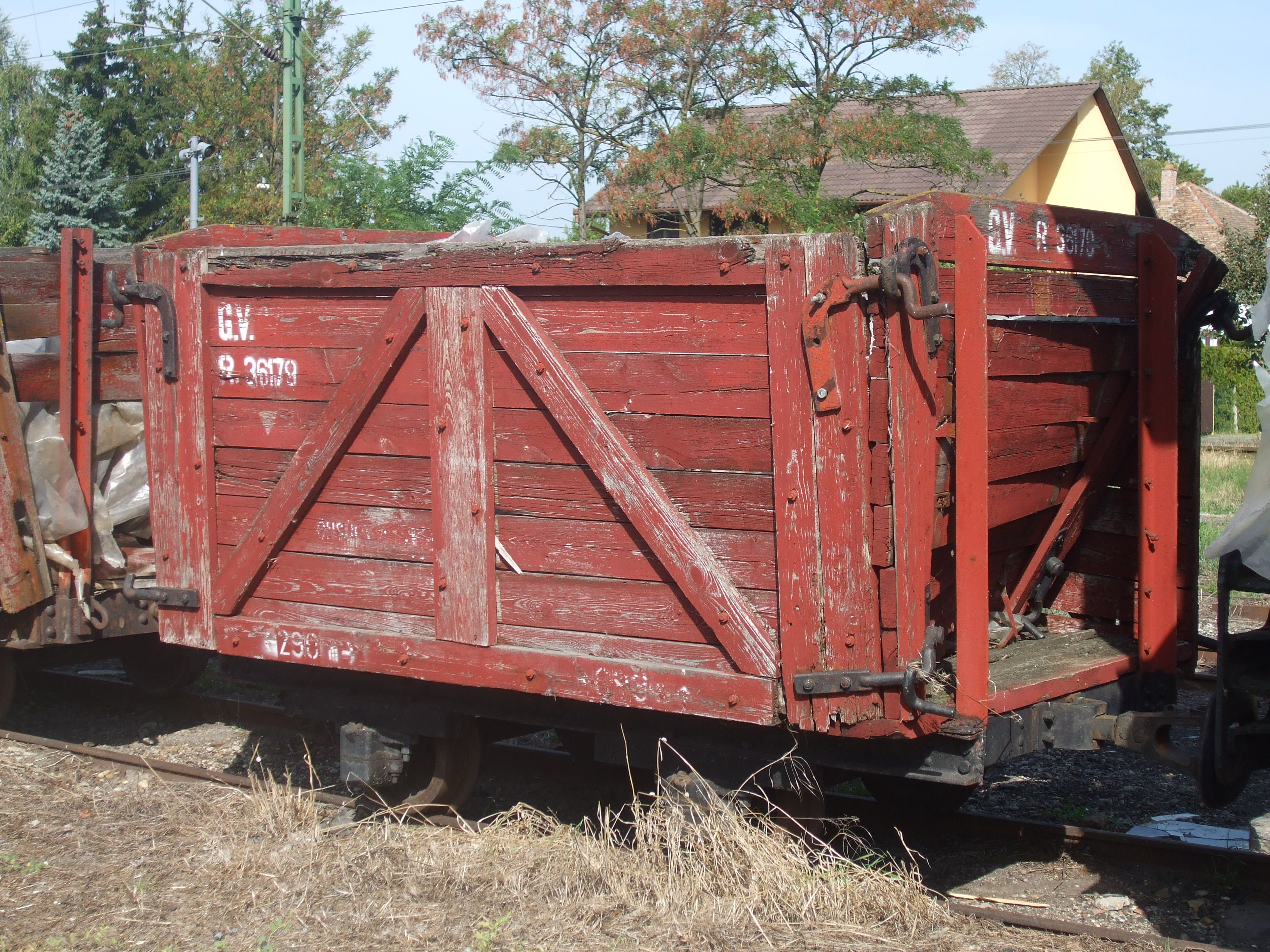
Lóré a Balatonfenyvesi Gazdasági Vasúton, a Gazdasági vasutak egykor jellegzetes szállítóeszköze

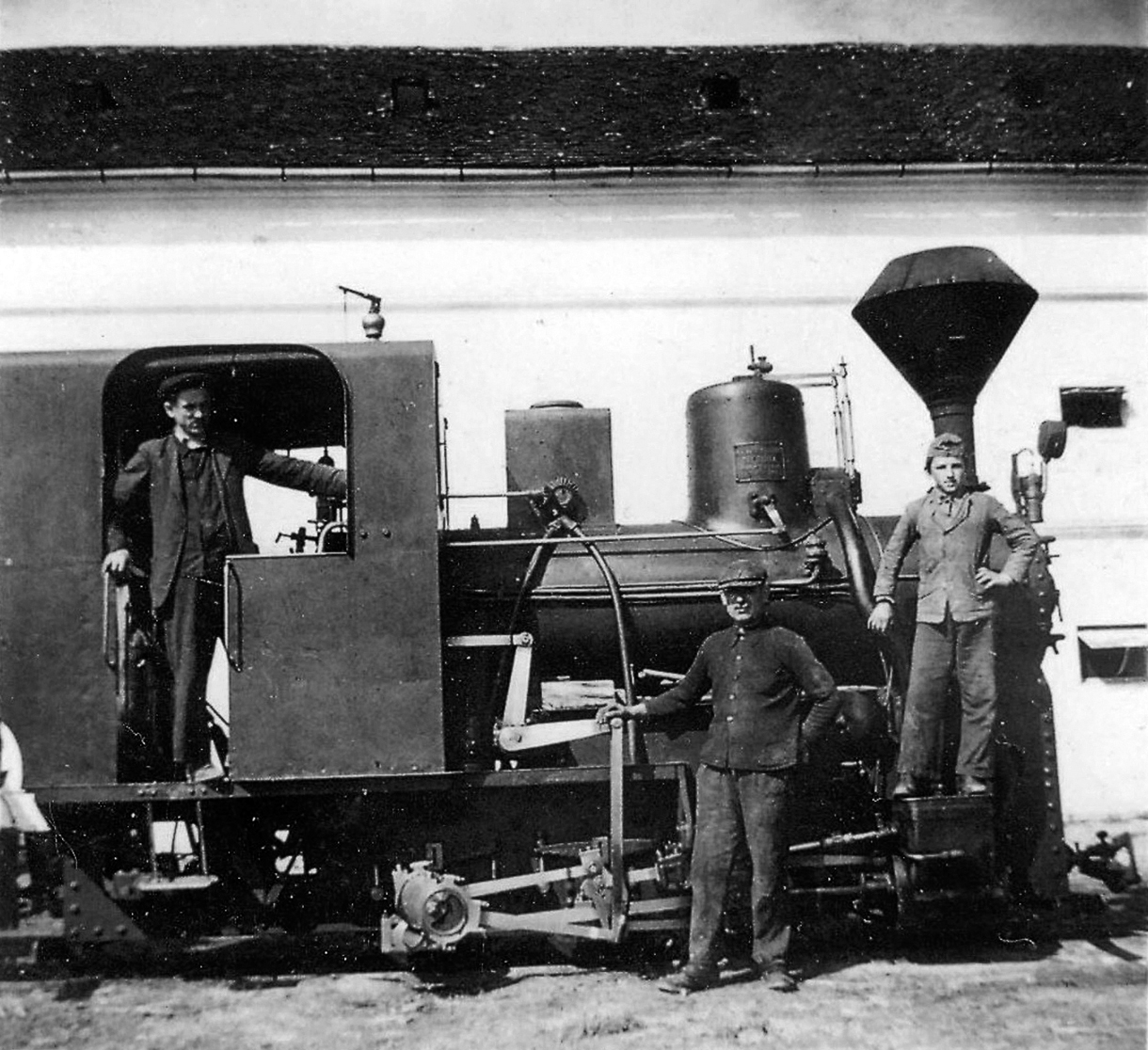
A Csoma-Szabadi GV 390-es típusú gőzmozdonya Somogyszil állomáson, a '30-as években

A gazdasági vasutak ősei már a második világháború előtt is léteztek. Keskeny vágányaik vezettek a  kendergyárakba, bányákba, cukorgyárakba, vagy nagyobb majorságokba, uradalmakba. Sok nagyobb üzem, gazdaság rendelkezett saját, belső vasúthálózattal, amin gyakran saját munkásaikat is szállították az áru mellett. Vontatási nemként leginkább a ló volt a jellemző, jelentősebb vonalakon volt csak gőz- vagy dízelmozdony.
A vasút magyarországi alkalmazását Széchenyi István már 1832-ben felvetette, kiemelve gazdaságosságát. Terveinek azonban útját állta a kor konzervativizmusa, a birtokviszonyok, és a feudalizmusból a kapitalizmusba való átmenet lassúsága.
Csak 1850-től épült ki hazánk mezőgazdasági árutermelő üzemein belül a vasúthálózat. Az 1854-ben kibocsátott vasútengedélyezési törvényben a nagybirtoki vasutak építését egyszerű építési engedélyhez kötötték, ezzel elősegítve ezen vasutak kiépülését, és fejlődését. Ennek hatására az ország eltérő pontjain szórványosan, majd egyre gyorsuló ütemben épültek ki a nagybirtoki vasutak. A járműveket gyakran nem is lóval, hanem ökörrel, vagy kézi erővel mozgatták. A legkorábban kiépült hálózatok közé tartozik az Esterházy-hitbizomány bérlői által épített vasút. Tekintélyes, 17,8 km hosszban húzódott a hegyeshalom-hansági főhercegi uradalom 1884-ben 1100 mm nyomtávolságú lóvontatású vasútja.
A cukoripar az 1880-as években kezdte meg keskeny nyomközű hálózatának kiépítését. A cukorrépa termőterülete általában a gyár közelében volt, ezért a vasút közvetlen összeköttetést tudott létesíteni a gyár, és a földek között. Súlyos problémát okozott, hogy a cukorrépa betakarítását ősszel, saras, esős időben végzik, amikor a lovas kocsik tengelyig süllyedtek a sárban, erre megoldást jelentett a vasúti közlekedés. A repülővágányok segítségével mindenhova eljutottak, egészen a betakarítás helyéig.
A nagybirtokosok a gazdasági vasutat a Széchenyi által meghatározott módon alkalmazták, éppen olcsóságuk miatt. A kor viszonyaiban nem volt kifizetődő a nagybirtokon burkolt utat építeni, a szekér, és az autó fuvarozás pedig lényegesen drágább volt. A vasút mellett szólt az is, hogy a burkolt út sok helyet foglal, és véglegesnek számít, míg a könnyű szerkezetű kisvasúti pálya kis helyet foglal, és szükség esetén áthelyezhető. Ekkor alakult ki az a sajátosság is, hogy a gazdasági vasutaknak volt egy gerinchálózata, ez rendelkezett kisebb-nagyobb töltéssel, ágyazattal, műtárgyakkal. A gerinchálózat többnyire állandó volt. Ehhez a hálózathoz csatlakoztatták  a változó követelményekhez alkalmazkodó ideiglenes repülővágányokat. Repülővágányokat legtöbbször csak a puszta földre fektettek, és a cukorrépa kampány, az aratás, vagy az erdőirtás végeztével gyakran fel is szedték azokat, és áthelyezték máshova. Így a lefektetett vágányok nem akadályozták a földek nagy táblás művelését.
A gazdasági vasutak üzeme időszakos jellegű volt. Vonalaikon leginkább a betakarítás időszakában volt jelentős közlekedés. Ez nyár közepétől a cukorrépa betakarításáig tartott, mivel a cukorrépa a legkésőbb érő haszonnövényünk.
A gazdasági vasutak jelentősége röviden abban állott, hogy a szállítani valót az időjárástól, vagy az utak minőségétől függetlenül, gyorsan, akadálytalanul juttassa el a fogyasztás, feldolgozás, vagy továbbszállítás helyszínéig.
A nagybirtoki gazdasági vasutak építését a tervszerűség hiánya jellemezte. Ötletszerű nyomvonalon, gyakran ötletszerű nyomtávolságon futottak a kis kocsik. A nyomtávolság gyakran birtokon belül is változó, 500 mm-től a normál nyomközig. Figyelmen kívül hagyták az „egységes nyomtáv” elvét, ami a kocsik jobb kihasználhatóságát eredményezte volna. A sínrendszer is eltérő volt, az 5 kg/fm tömegű sínektől, egészen a 14 kg/fm tömegűig változott. Ilyen gazdasági vasutak voltak a mezei vasutak is, amik, mint például a szeghalmi hálózat, minden alépítményt nélkülözve, valóban a mező füvén feküdtek. A járművek, és a pálya karbantartását primitív módszerekkel végezték, ami korai elöregedést vont maga után. A rossz minőségű pályákon közlekedő rozzant kocsik miatt gyakoriak voltak a siklások, amik az alacsony sebesség ellenére jelentős kárral is járhattak.
A vonalakról hiányoztak a vasútüzem működéséhez nélkülözhetetlen biztosító berendezések és szabályok. Gyakran a ló vontatta vonat hajtója nem lehetett biztos abban, hogy nem jön szemben egy másik szerelvény. Így, ha találkoztak forgalmi kitérő hiányában a „gyengébbik” akár kilométereket is tolathatott visszafelé. A kapuvári vasúton a viták elkerülésére üzembe helyeztek egy póznát. Aki előbb ért a póznához az folytathatta az útját, míg a másik tolatott vissza.
Az 1880-as, '90-es években újból fellendült a vasútépítés, a fővonalak ekkorra már kiépültek, elkezdődött a nagyvasúti mellékvonalak, HÉV-ek kiépítése. Ezek a vonalak a kisebb településeket is elérték, és ösztönzőleg hatottak az uradalmi vasutak kiépítésére, amelyek segítségével a majorságokat összekapcsolhatták a helyiérdekű vasutak állomásaival, és ezáltal az ország közlekedési rendszerével. Gyakran még mindig ló vontatta a vonatokat, de a tehetősebb gazdák birtokain már megjelentek a gőzmozdonyok, sőt motormozdonyok is.

### A két világháború között
A két világháború között Magyarországon lelassult a vasútépítés, nem volt rá anyagi fedezet, de szükség sem, hiszen a normál nyomközű hálózat kiépült. Ez azonban nem vonatkozott a gazdasági vasutakra, amelyek funkciója egyre nőtt. Lórén hordták a postát, darabárut, sőt néhány favázas kocsit személyszállításra is berendeztek. Ez azonban nem jelenti azt, hogy közforgalmú, vagy korlátozott közforgalmú vasutak lettek volna.
Az 1940-es évekig kiépültek a későbbi GV-k főbb vonalai, mint a dombóvári, fegyverneki,  balatonfenyvesi vonalak. Megkezdődött a pályák, és a járművek korszerűsítése, egyre több helyen alkalmaztak gőzmozdonyt, de sikeresen állítottak forgalomba benzin, és dízel üzemű vontatókat is.

### A II. világháború után
Az országon végigvonuló front hatalmas pusztítást végzett vasútvonalainkon: a szövetséges légierők bombázása, a visszavonuló német és előrenyomuló szovjet hadsereg rablásai egyaránt ellehetetlenítették a közlekedést. A hidakat fel-, az alagutakat berobbantották, a kocsikat, mozdonyokat szándékosan tönkretették, vagy magukkal hurcolták. Több üzemet, például az Ácsi cukorgyárat, illetve annak fűtőházát is bombatalálat ért. A háborút követő nyomorban a lakosság tovább növelte a károkat, a talpfákat és más faanyagokat tüzelőnek használtak, a síneket ellopták, és saját céljaikra használták. Olyan helyzet is előfordult, hogy ócskavasként próbálták értékesíteni azokat.
Ilyen körülmények között adták ki 1947-ben a 3 éves tervet, a 2500 km hosszúra becsült gazdasági vasúthálózat felújítására. A vasutak felújítását a közlekedési és a földművelésügyi tárca által közösen létrehozott Gazdasági Vasutak Igazgatósága végezte, ami 1947. augusztus 1-jén kezdte meg működését. A teljes felújítás a megváltozott igényeknek megfelelően valósult volna meg. Eddig a gazdasági vasutak a falvakat kikerülve, kizárólag a gazdasági létesítményeket szolgálták ki. Az új tervek alapján a vasutakat bevezették volna a településekre. A terv azonban pénzügyi okokból módosult, mivel azokat aranypengőben készítették, s a forint bevezetésével új helyzet állt elő. Az átszámítások után a rendelkezésre álló összeg a felére csökkent. Közben megjelentek a nagy teljesítményű teherautók, traktorok, amik megkérdőjelezték a 10 km-nél rövidebb hálózatok létjogosultságát.
A nehézségek ellenére azonban másodjára is életre keltek a gazdasági vasutak. A felújított vonalakat a mezőgazdasági szervek kezelésébe adták, amik azonban nem tudtak eleget tenni az ezzel járó kötelezettségeknek. A kisvasutakat újból a gazdátlanság fenyegette. Ezért Gerő Ernő közlekedési miniszter 1948 októberében elrendelte, hogy a gazdasági vasutak kezelését is a közlekedési tárca oldja meg. Erre a célra nemzeti vállalatokat hoztak létre.
1949-ben az eddig községi, vagy éppenséggel kisüzemi tulajdonban lévő vonalakat államosították. Az erről rendelkező kormányrendelet 1949. február 1-jén látott napvilágot. Összesen hét ilyen nemzeti vállalat alapult, melyek a következők:
- Győri Gazdasági Vasutak Nemzeti Vállalat
- Gyulai Gazdasági Vasutak Nemzeti Vállalat
- Kaposvári Gazdasági Vasutak Nemzeti Vállalat
- Mezőhegyesi Gazdasági Vasutak Nemzeti Vállalat
- Szerencsi Gazdasági Vasutak Nemzeti Vállalat
- Székesfehérvári Gazdasági Vasutak Nemzeti Vállalat
- Szolnoki Gazdasági Vasutak Nemzeti Vállalat

Az A–26-os mozdony jellegrajza

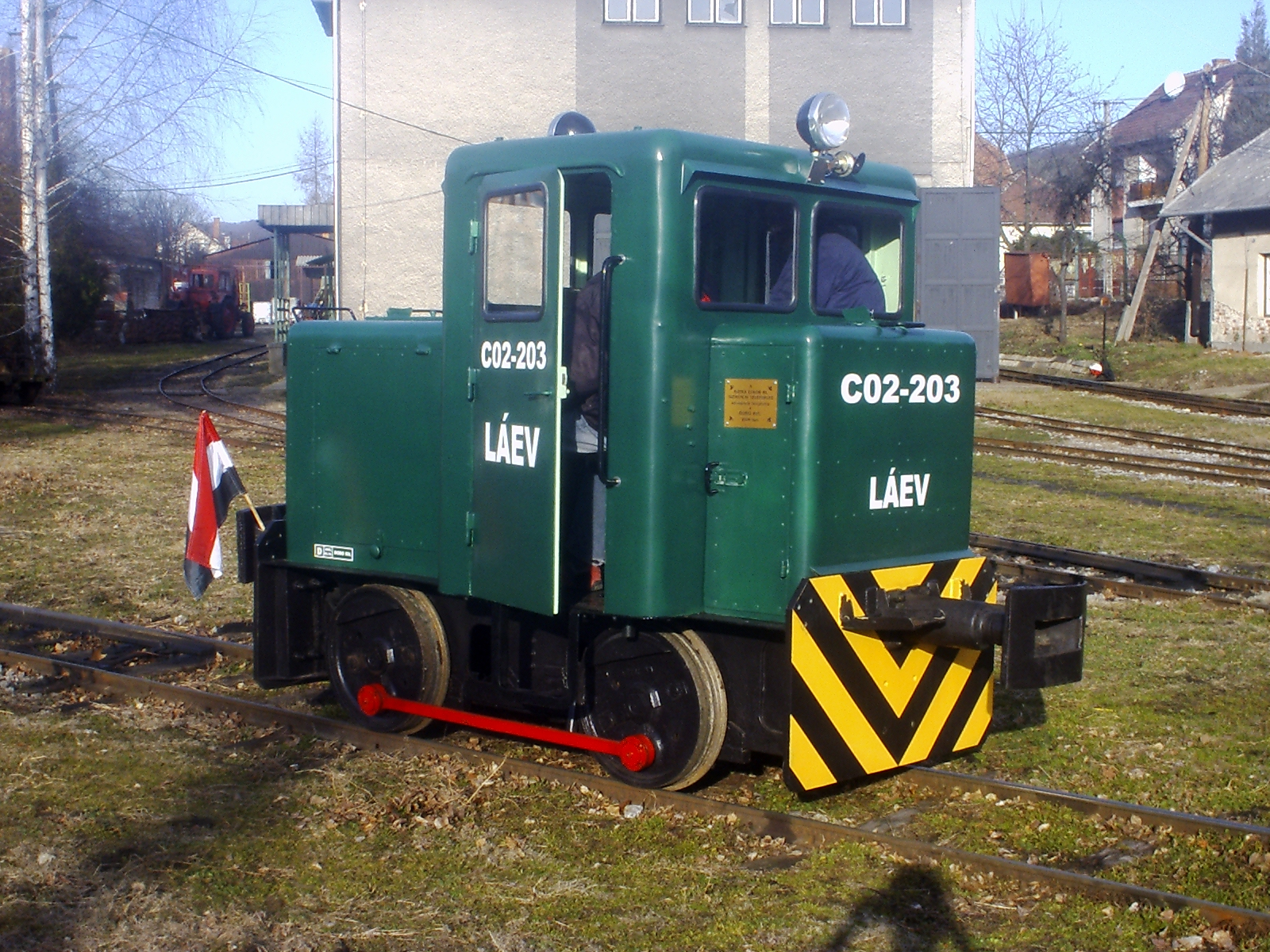
B–26-os mozdony

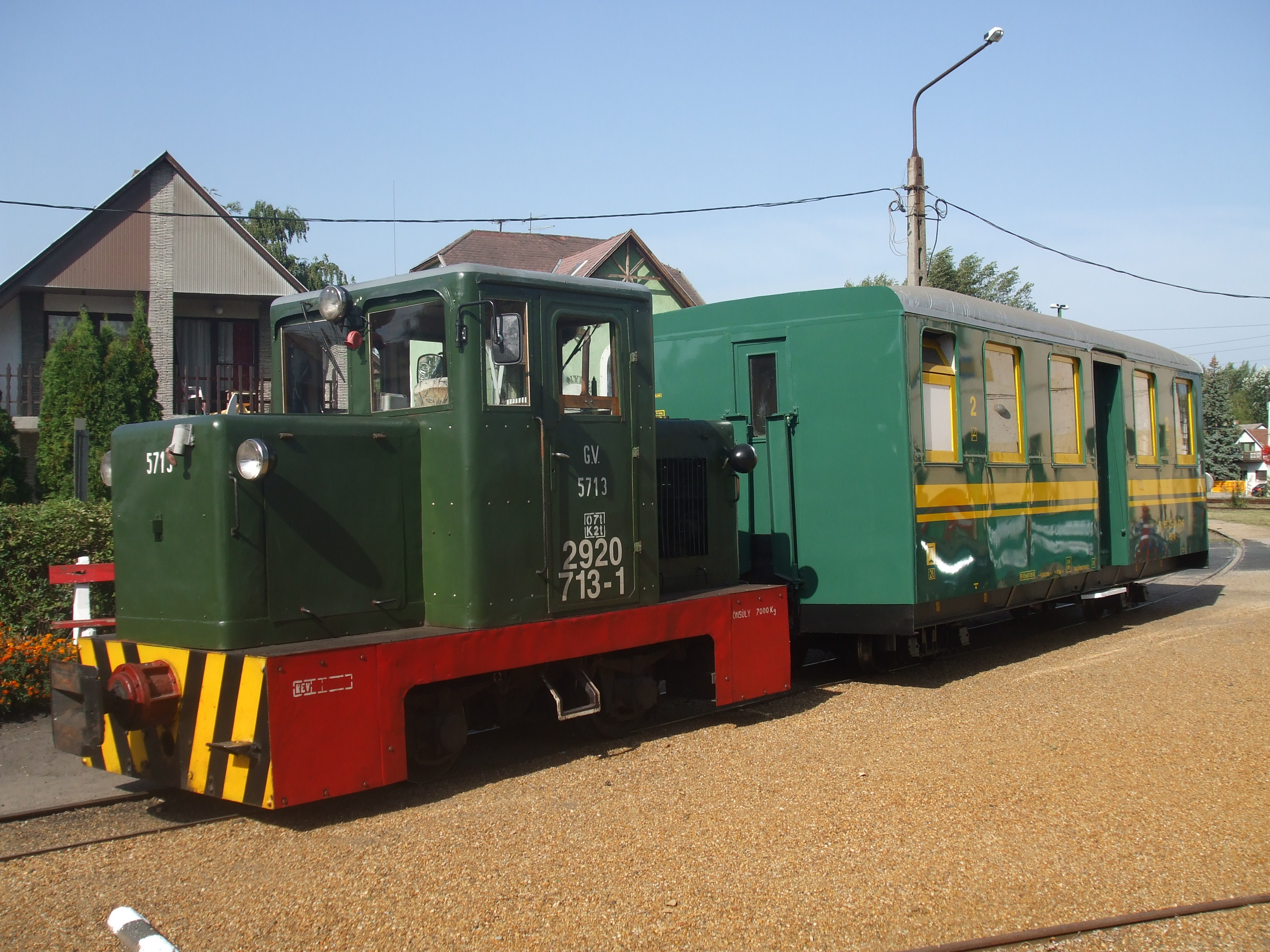
C–50-es mozdony Bak kocsival Balatonfenyvesen

A közlekedési tárca keretében főosztály alakult a Gazdasági Vasutak Igazgatóságából az építési és üzemeltetési feladatok operatív szerveként. A nemzeti vállalatok feletti főfelügyeletet a KPM IX. Gazdasági Vasúti Főosztály hatáskörébe utalták. A nemzeti vállalatok tulajdonába mintegy 2000 kilométernyi pálya került, a maradék, kb. 400 km pályát szükségtelennek ítélték, és elbontották.
Az államosítás után nekiláttak a vonalak szabványosításának. A szabványos nyomtávot 760 mm-ben határozták meg. Sok vasút azonban kihasználatlanul maradt, meg sem indult rajtuk a forgalom. Ezek fenntartását a növekvő szállítási igények, és a mezőgazdaság fokozatos fejlesztése indokolta.
A kezdeti tervidőszakban nagy gondot jelentett a gazdasági vasutak járművekkel való ellátása. A korábbi járművek nagy része a háborúban, vagy időközben megsemmisült, a maradék pedig eltérő nyomtávolságú volt. Amit mégis sikerült üzembe állítani, azok roncsokból összeeszkábált lórék voltak csupán. A nagyobb javítások elvégzésére  1948-ban műhelyt létesítettek. A gőzmozdonyok javítását a MÁV vállalta fel. A legnagyobb nehézségeket a motoros vontatók, motormozdonyok hiánya okozta. A kevés meglévő darab javítását a GV saját műhelyében végezték. Új, sokoldalú mozdonyokra volt szükség, azonban a korai próbálkozások, amik főleg benzin üzemű mozdonyok voltak, nem vezettek sikerhez. A vonalakon megjelenő A–26 és B–26 típusú mozdonyok is csak átmeneti megoldást jelentettek. 1949-ben a gazdasági vasutakon 39 db motor-, és 36 db gőzmozdony működött. A kisebb forgalmú vonalakon továbbra is a ló maradt a szállítóeszköz.
1949-ben kezdődött a Gazdasági Vasutak első ötéves terve. Míg a korábbi hároméves terv lényege a korábbi vonalak felújítása, üzemképes állapotba hozása volt, addig az  ötéves  terv célja a vasutak gazdaságos üzemvitelének kialakítása, minél összefüggőbb hálózat kialakítása és a vonalak korszerű járműparkkal való ellátása. A tervezésnél nagy figyelmet fordítottak a személyforgalomra. A korábbi időszakokban e kisvasutak kifejezetten a nagybirtokokat szolgálták ki, ezért nem-, vagy csak alig volt rajtuk személyszállítás. Létüket azonban éppen annak köszönhették, hogy a terület, amire vezettek, nem volt megfelelő közlekedési eszközzel ellátva. Adta magát a gondolat, hogy ahol erre igény van, kezdődjön meg a rendszeres, menetrend szerinti személyszállítás. Ilyen igény volt a nagyvasút, a közigazgatási központ elérése, iskolába, vagy munkába járás, piacozás, kórház, vagy orvos felkeresése stb.
Nem szabad elfeledkezni arról a nemzeti ügynek számító törekvésről sem, ami a korábban elzárt tanyák, majorok kulturális felzárkóztatását, vagy legalábbis az elmaradottság lehetőségekhez mért csökkentését tűzte ki célul, éppen a gazdasági vasutak révén. Ez az a terület, ahol a Gazdasági Vasutak soha nem feledhető érdemeket szereztek. Az utazási kultúra szintjének emelése érdekében az '50-es évek elején a kisvasutakon megjelentek a kályhafűtéses, villanyvilágításos, négy tengelyes Bak sorozatú személykocsik, amik a kor kívánalmainak a messzemenőkig eleget tettek. Ugyanakkor végre elkészült a megfelelő vontatóeszköz is. Az 50 lóerős, C-50 típusú mozdonyok, amik síkpályára optimális feltételekkel rendelkeznek, és évtizedekre megoldották a gazdasági vasutak mozdonygondjait. A mai napig számos keskeny nyomközű vasúton közlekednek.
Eközben 1950-ben irányítószervi változás történt. A korábbi hét nemzeti vállalatból négy vasúti társaság alakult:
- Békéscsabai Gazdasági Vasutak
- Győri Gazdasági Vasutak
- Kaposvári Gazdasági Vasutak
- Szolnoki Gazdasági Vasutak

A vasúti társaságok további 5-15 vonalfőnökségre tagozódtak hálózatuk kiterjedésétől függően. Néhány vonalat megszüntettek, ezek olyanok voltak, melyek nem váltották be a hozzájuk fűzött reményeket.
1953. január 1-jén megszűnt a Győri Gazdasági Vasutak, budapesti székhellyel megalakult helyette az Északnyugat-Magyarországi Gazdasági Vasutak.
A gazdasági vasutak fejlődése az '50-es években sem volt zökkenőmentes. A túlzásba vitt iparosítás miatt a mezőgazdaság nem fejlődött megfelelő mértékben. Ennek az lett a következménye, hogy megcsappant a szállítani való. A mezőgazdaság azonban a gazdasági vasutak teljesítőképességét csak kis mértékben kötötte le, a GV újból talpra állt, szabad kapacitását immár az ipar kötötte le. A meglévő, kőbányák kiszolgálását végző vonalakat kibővítették, új vonalak is létrejöttek. Szobon, követ, Hirden homokot szállítottak a vasúttal, míg Oroszlányban új vonal épült a MÁV-állomás, és a szépvizéri külfejtés között. Sztálinvárosban, és Tatabányán egész városrészek épültek a gazdasági vasút segítségével. Időközben a mezőgazdaság is megerősödött. A GV-k teljesítménye 1959-re elérte az évi 2 millió 500 ezer tonnát, személyforgalomban pedig a 4 millió utast.
1954. december 31-étől a közlekedési és postaügyi miniszter megszüntette a négy gazdasági vasúti vállalatot. 1955. január 1-jétől a KPM I. Vasúti Főosztály alá rendelve megalakult a Gazdasági Vasutak Igazgatósága, ami nyolc vonalfőnökségre, és 40-45 üzemfőnökségre tagozódott.
1960. március 31-én megszűnt a Gazdasági Vasutak Igazgatósága, a vonalakat MÁV Gazdasági Vasutak néven az államvasutakba olvasztották. Az üzemvitelt, az üzemfőnökségi rendszer meghagyásával a vasúti igazgatóságok irányították. Ezzel megkezdődött a gazdasági vasutak lassú elsorvasztása.

### A vég
Az 1960-as években megváltozott Magyarország közlekedéspolitikája, a vasúttal szemben előtérbe került a közúti fuvarozás. A kisvasutak fejlesztésére, karbantartására már nem fordítottak kellő gondot. Az ezidáig fennmaradt 1200 km-es hálózatból 800 km volt erősen avult, rossz állapotban, ezért a pályasebesség is alacsony volt. Az utasokat buszokkal, az árut inkább teherautóval szállították, a gyérülő forgalmú vonalakat felszámolták.
Az 1968-as közlekedéspolitikai koncepció gyakorlatilag az egész hálózatra kimondta a halálos ítéletet, amit az elkövetkezendő években végre is hajtottak.

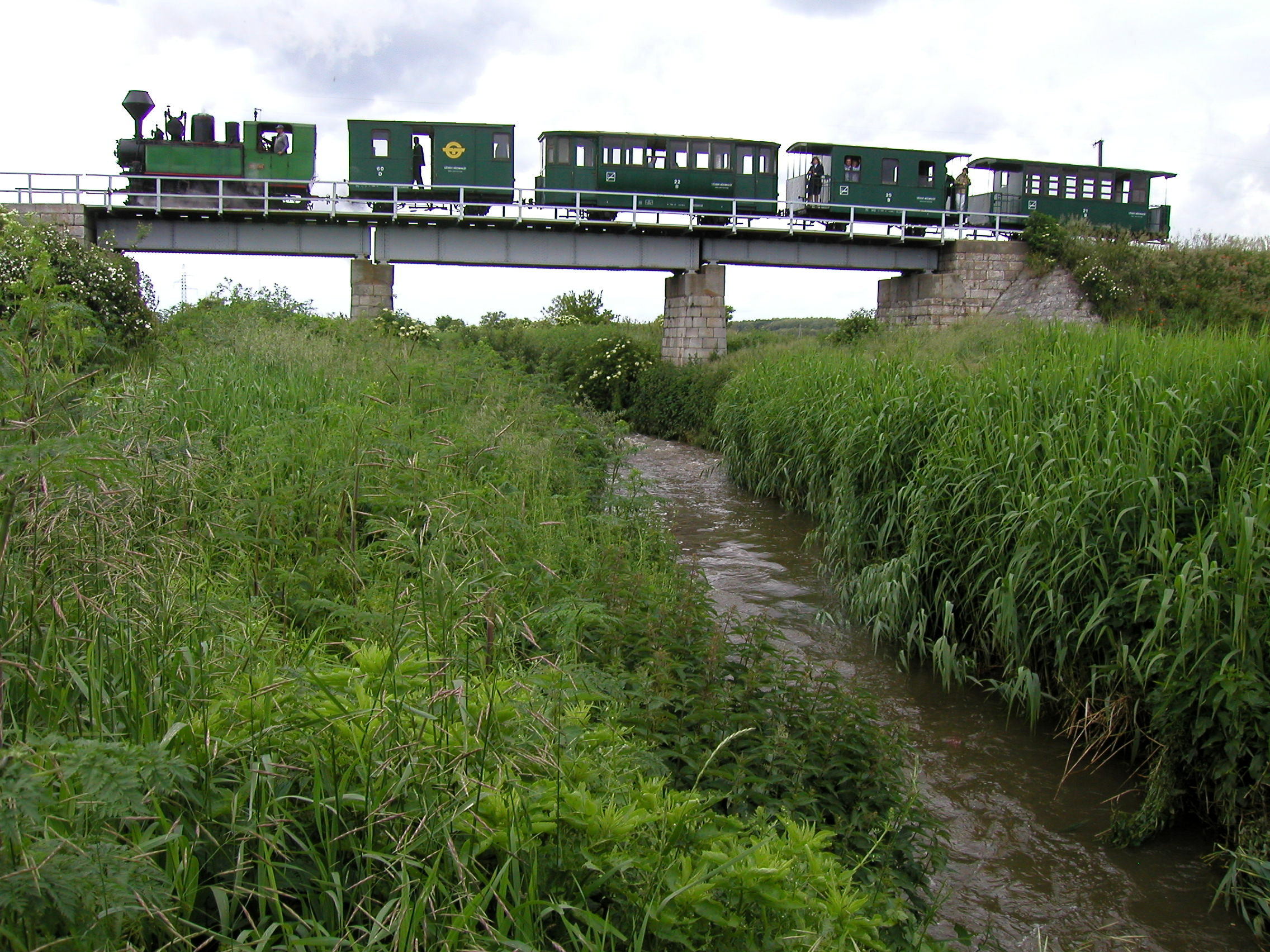
A Széchenyi Múzeumvasút a régi GV-k hangulatát idézi Nagycenken

Megépült a Nagycenki Széchenyi Múzeumvasút, ahol igyekeztek összegyűjteni a GV-k jellegzetes, vagy értékes járműveit. Az építést szervezők szerint csupán a megmentésre érdemes járművek töredékét sikerült a vasútra szállítani.

### A megmaradt vasutak jelene

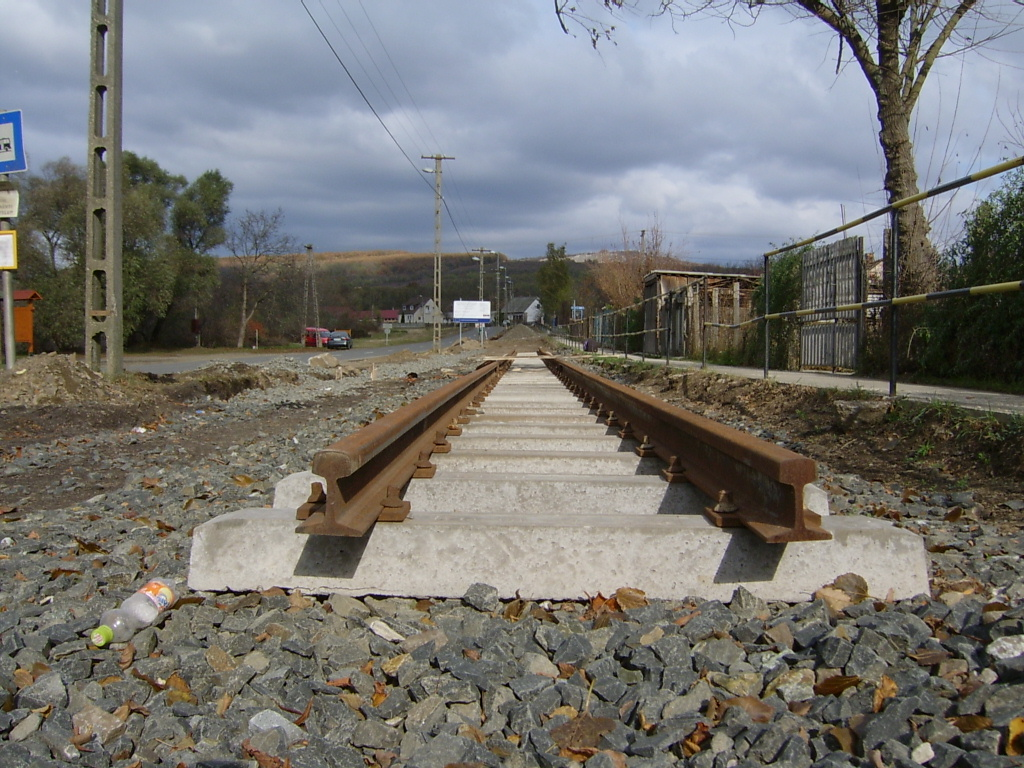
Kisvasúti pálya Szobon, átépítés közben

Ma már csak két egykori GV létezik, ezek közül is az egyik számít hivatalosan is Gazdasági Vasútnak. A Balatonfenyvesi Gazdasági Vasút a többivel ellentétben jelenleg is létezik, de ma már csak kettő vonalon van rajta forgalom. A Somogyszentpáli és a Csisztafűrdői. Az utolsónak megmaradt három vonalból kettőn már a rendszerváltozás után kezdődött az üzemszünet.  Ez a vonal egyetlen képviselője a korábban egész országrészeket, s gyakorlatilag az egész országot átszövő gazdasági vasutaknak. A másik megmaradt vasút a volt Szobi Gazdasági Vasút, amin sokáig tartott az üzemszünet, de 2006-ban elkezdték a vonal felújítását, és a jövőben a Nagybörzsönyi Erdei Vasút részeként kívánják üzemeltetni.

## Filmajánló
- Archív film a Gazdasági Vasutak működéséről

## Külső hivatkozások
- kisvasut.hu
- Lőkösháza - Kintzigmajor GV
- Kisvasutas filmek, hajtányok